# Казе Пескијера (Парма)
Казе Пескијера је насеље у Италији у округу Парма, региону Емилија-Ромања.
Према процени из 2011. у насељу је живело 20 становника. Насеље се налази на надморској висини од 55 м.